# 맥스 레코즈
맥스 레코즈(Max Records, 1997년 6월 18일 ~ )는 미국의 배우이다.

## 출연 작품
- 블룸 형제 사기단